# 根岸湾

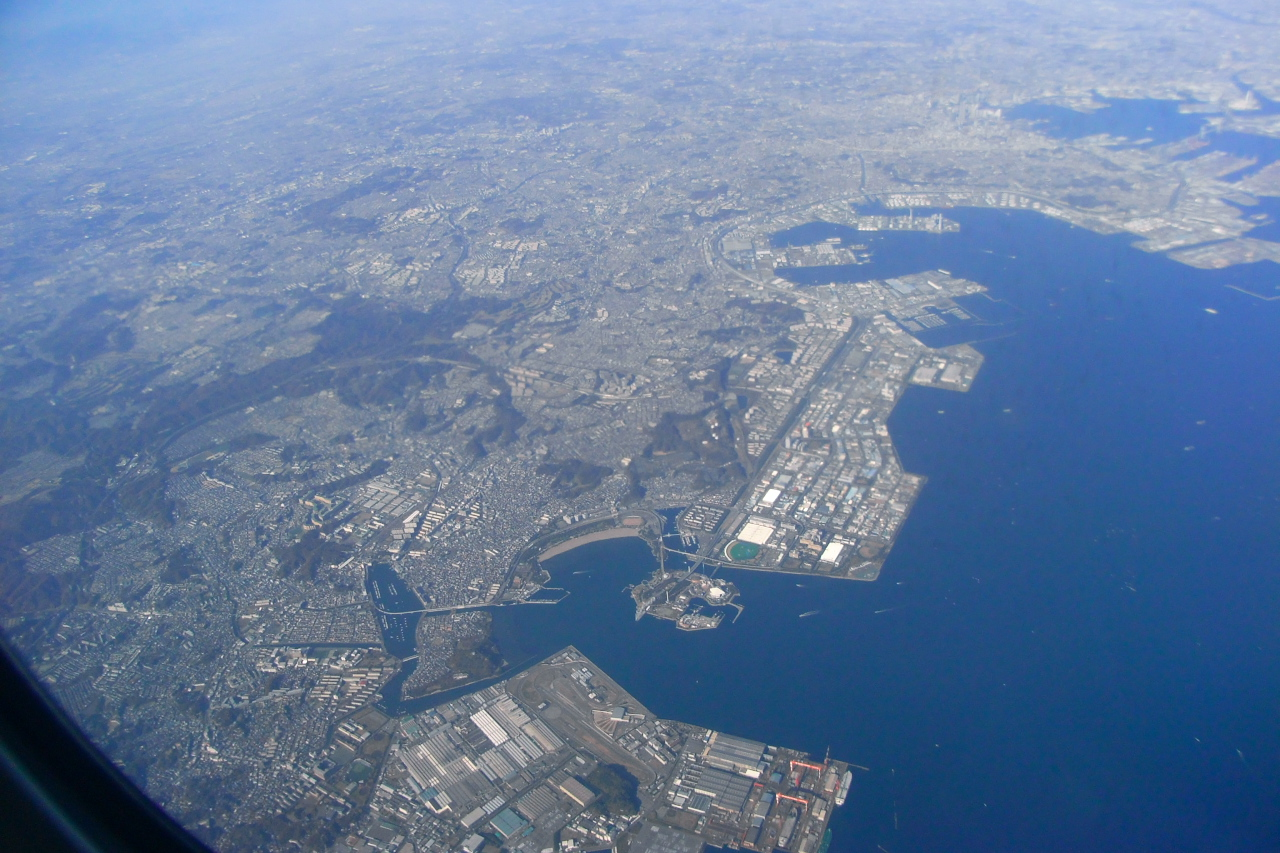
根岸湾から八景島付近まで（2007年撮影）

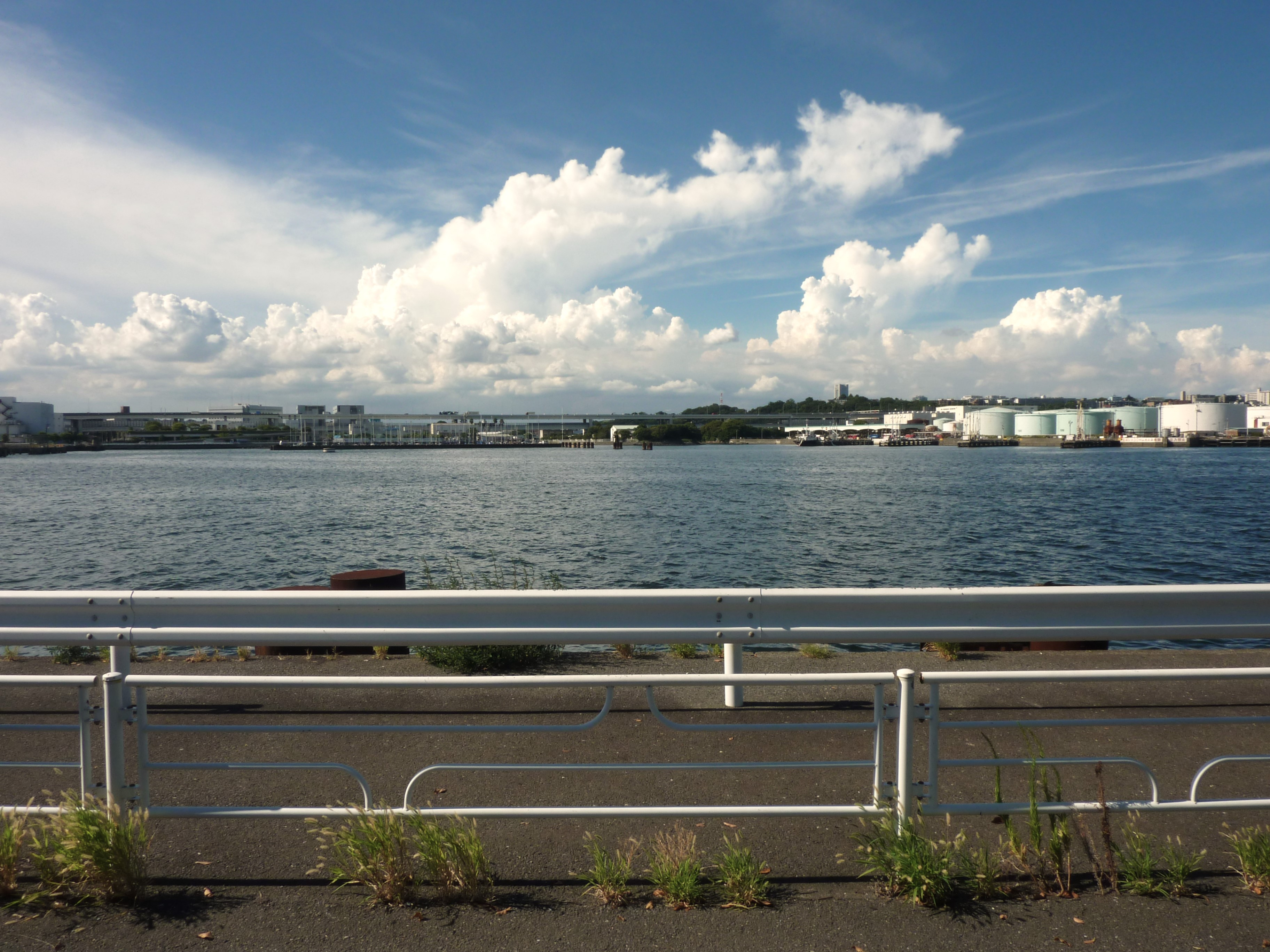
東京ガス前バス停付近から見た根岸湾岸の風景

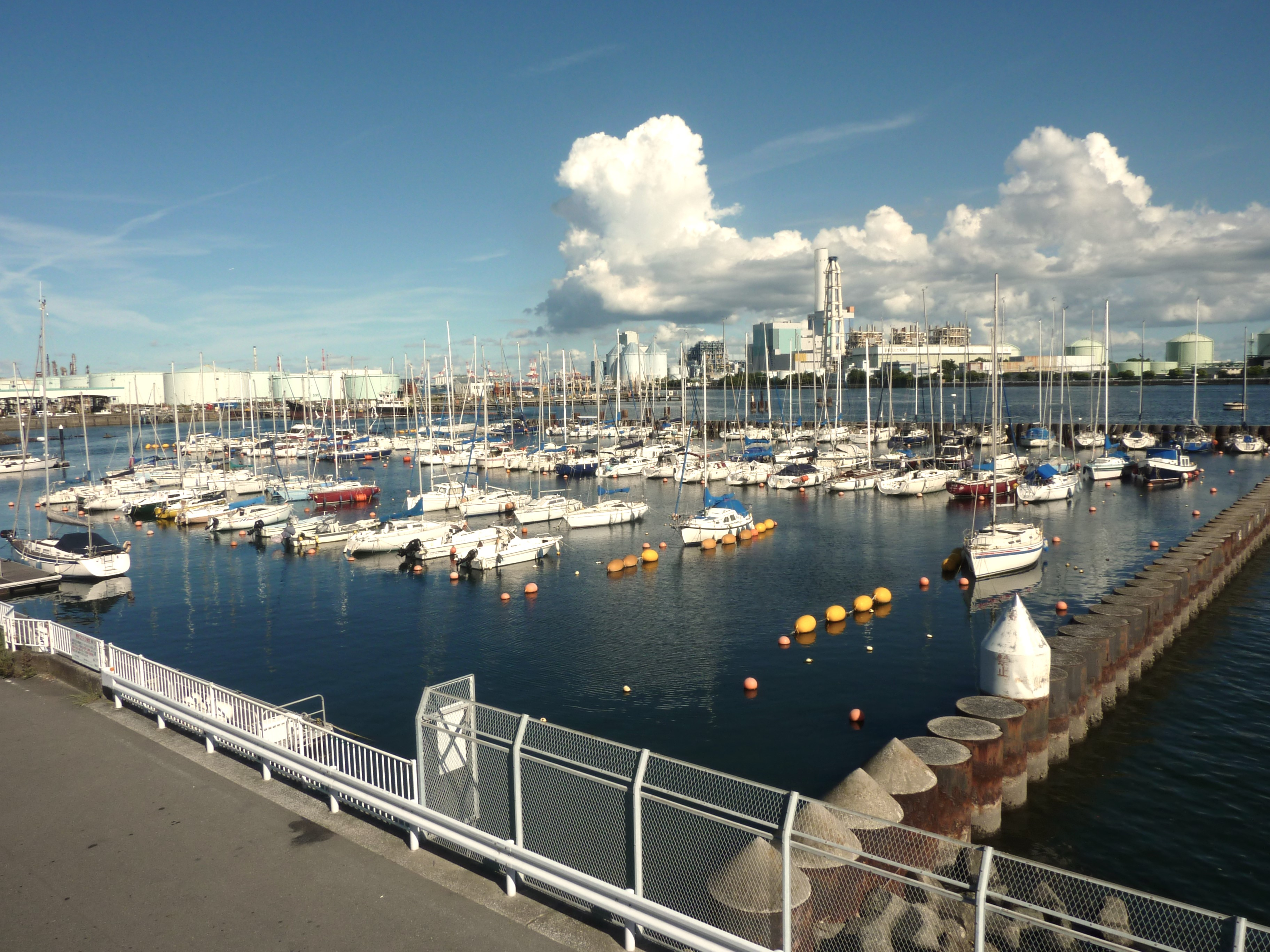
磯子・海の見える公園から見た横浜市民ヨットハーバー

根岸湾（ねぎしわん）は、東京湾西岸の、横浜市中区本牧岬付近から金沢区富岡付近の鴻ノ巣鼻にかけての半円形の海域。磯子湾と呼ばれることもある。幕末以降、ペリー艦隊の蒸気船ミシシッピにちなんで、おもに外国人のあいだでミシシッピ湾とも呼ばれた。

## 歴史
1978年発行の『磯子の史話』によると、「1885年（明治18年）に、一帯の村々が同業組合を作った際に、根岸村が活躍の中心になっていたので、根岸の地先の海ということから根岸湾と呼ぶようになった」との記述がある。1893年（明治26年）に海上保安庁が刊行した『東京湾海図』に根岸湾の表記が見られ、根岸湾の名称が使われるようになったのは明治以降とみられている。

## 地理
水深は浅く、元々の海岸沿いには高さ50m前後の切り立った海食崖がそびえている（屏風浦の語源）。湾に注ぐ河川は、堀割川と大岡川分水路の2本の人工河川の他には禅馬川や杉田川などの小規模な川がある程度である。かつては海苔の養殖が盛んであり、経済人・富裕層の豪邸や別荘が多く、1933年時点で12ヶ所の海水浴場があった。
しかし、1960年代の埋立事業により、現在は自然の海岸線は残っていない。磯子区の丘陵地帯には湾岸の工場労働者の住宅供給を目的として汐見台団地が作られ、1963年5月に入居が始まった。

### 親水施設など
1965年7月には海水浴場の代替施設として横浜プールセンターがオープン。1968年3月にはそれまでは横浜港の山下公園近くにあった横浜市民ヨットハーバー（当時の名称は横浜市ヨットハーバー）が横浜港の港湾整備の影響でこの根岸湾に移ってきた。1983年5月1日、新磯子町の、半島状の埋立地の突端付近に「いそご海づり場」（磯子海づり施設）がオープンし、2007年には雨水滞水池の屋上を活用した「磯子・海の見える公園」が開園した。

## 埋立
根岸湾の埋立事業は1870年から1873年にかけての堀割川河口の波止場、1889年の杉田付近の2,000坪の住宅用地造成以降が記録に残っており、1940年代以前に行われた埋立はいずれも小規模なものであったが1898年に華族の奥田直弘が出願した工業用地としての埋立計画は延長7.1km、幅60m - 3.0km、面積1,166ヘクタールと現在の埋立地より広大なものであった。その後住宅用地、国際観光基地など幾度かの計画変更があった。
戦時中、横浜も灰燼に帰した。敗戦後、戦後復興を目指すものの、横浜市は市街地を中心に広大な面積を米軍に接収され、政令指定都市の中で経済復興が立ち遅れていた。抜本的な施策による産業育成が喫緊の課題であった。そのような背景のもと1957年の国際港都建設総合基幹計画により、工業港湾・大規模臨海工業地帯としての埋立が正式に決定し、横浜市埋立事業局により施工された。
- 第1期A地区 （竣工認可面積234万7千m2　現：磯子区新森町、新中原町、新杉田町）
  - 工期 - 1959年2月 - 1963年10月
  - 工費 - 107億6千万円（第1期A・B地区計）
  - 進出企業 - 東芝、IHI、日清オイリオ

- 第1期B地区 （竣工認可面積129万m2　現：中区千鳥町・磯子区鳳町）
  - 工期 - 1959年2月 - 1963年12月
  - 進出企業 - 新日本石油精製（現・ENEOS）根岸製油所

- 第2期イ地区 （竣工認可面積63万7千m2　現：磯子区新磯子町）
  - 工期 - 1961年7月 - 1964年12月
  - 工費 - 53億3千万円（第2期イ・ロ地区計）
  - 進出企業等 - 東京ガス、東京電力南横浜火力発電所、電源開発磯子火力発電所、旭紙業、リバースチール、横浜市下水道局、磯子海釣り施設など。この地区には当初昭和電工が進出を計画していたが中止となり、予定地は東京ガスおよび日本超低温や東京炭酸などの東京ガス関連企業が進出している。

- 第2期ロ地区 （竣工認可面積38万8千m2　現：磯子区新杉田町）
  - 工期 - 1961年7月 - 1964年12月
  - 工費 - 90億7千万円
  - 進出企業 - IHI

- 第2期ハ地区 （竣工認可面積141万7千m2　現：金沢区鳥浜町、昭和町の一部）
  - 工期 - 1967年7月 - 1971年1月
  - 当初の進出企業等 - 横浜市中央卸売市場南部市場（現・横浜南部市場）、リバースチール、コスモ石油油槽所、トヨタ自動車、日本飛行機など

### 埋立に対する漁協の対応
1956年に埋立てと根岸線誘致をセットとする埋立事業計画が具体化した。ところが、この計画は事前に地元の漁業関係者とは協議されていなかったため、寝耳に水の漁業組合は猛反発した。1957年に屏風ヶ浦･根岸･本牧の各漁協は埋立反対 期成同盟連合会を結成し、市当局に対して埋立反対の陳情書を提出した｡
その後､漁協組は市と討議を重ねた結果、街の発展のために埋立反対をやめ、補償及び組合員の生活対策の交渉へと移っていった。1958年12月、根岸湾埋立補償覚書に調印。1959年1月、根岸湾埋立の漁業補償協定に調印し、根岸湾埋立問題協議会を解散した。1959年2月、根岸中学校で根岸湾埋立事業の起工式を挙行。1965年2月、根岸湾漁協が根岸湾埋立記念碑を根岸駅前に建立した（改札口のすぐ前）。記念碑には以上の経緯が記されている。